# برج المأمون (بغداد)
```
برج بغداد السياحي
 أو 
برج المأمون
 (كان يعرف سابقاً باسم 
برج صدام الدولي
) هو 
برج سياحي
 يَقع في «حي المأمون» - 
منطقة اليرموك
 غرب 
بغداد
 ويبلغ ارتفاعه حوالي 210م ويوجد في أعلى قمة البرج عبارة 
الله أكبر
 ويوجد ايضاً ما يعرف بالمطعم الدوار أو المتحرك، بدأ البناء سنة 1991 وأفتتح في عام 1994، في 
الغزو الأمريكي للعراق
 ولقد تَعرضت بدالة برج المأمون الملاصقة للبرج إلى تدمير كامل خلال قصف قوات التحالف لبغداد في الحرب وتضرر البرج من جراء القصف مما جعله بُرج مَهجور خالي من أي 
نشاطات
 وفعاليات.
[
1
]
```

في عام 2007 اُعلن عن بدء إعادة اعمار برج المأمون (بغداد) وبدأت أعمال بناء مركز اتصالات متطور وبأيدي مهندسين عراقيين ولقد سمي مركز اتصالات المأمون، ولقد ضَمن التطوير وأعادة الإعمار مبنى البرج ايضاً حيث تم تغيير محيط البرج ليحتوي على اراضِ خضراء وخدمات ترفيهية من مقاهي ومطاعم وخدمات بريدية ومواقف سيارات، ويُعد مبنى البُرج الذي بجانبه يَقع مركز بوابة العراق الدولية الرئيسية لاستقبال وإرسال كافة أنواع الاتصالات بضمنها الاتصالات الارضية والمحمولة والإنترنت.
وقد أفتتح البرج في عام 2016 واقيم بجانبه أكبر احتفال مركزي بمناسبة رأس السنة الميلادية 2017 ولكنه اغلق بسبب الوضع الامني غير المستقر بالبلاد ومن ثم أعلن وزير الاتصالات العراقي نعيم الربيعي عن إعادة تأهيل البرج وافتتاحه أمام المواطنين وتشمل عملية التأهيل وضع إنارة حديثة للبرج بعد 15 عاماً من العتمة وتأهيل المصاعد والحدائق وتأهيل الشكل الخارجي للبرج وتأهيل المطعم الدوّار وانشاء قاعة مناسبات ورفع الكتل الكونكريتية المحيطة بالبرج من قبل كوادر أمانة بغداد ووزارة الاتصالات العراقية ليفتتحه رئيس الجمهورية برهم صالح ووزير الاتصالات نعيم الربيعي يوم 26 ديسمبر 2018.

## التاريخ

### الإنشاء والإفتتاح
بدأ بناء مبنى البرج في عام 1991، وبجانبه يوجد مبنى بدالة المأمون للأتصالات، حيث تعرض مبنى البدالة إلى قصف جوي سنة 1991 اثناء حرب الخليج، وبعدها أعيد تعميره وأفتتاحه في عام 1994، وسمي باسم برج صدام الدولي لغاية عام 2003.

### اثناء وبعد عام 2003
أثناء حرب العراق تعرضت بدالة المأمون الملاصقة لبرج بغداد إلى تدمير كامل خلال قصف قوات التحالف لبغداد، ولقد تَضرر البرج من جراء القصف الجوي، وفي عام 2007 أعلنت مصادر عديدة منها وزارة الاتصالات العراقية والفرقة الهندسية في الجيش الأميركي عن مشروع بقيمة 23 مليون دولار لإعادة أعمار البرج.

### أفتتاح تموز/ يوليو 2010
في يوليو 2010 أعلنت وزارة الاتصالات عن إعادة أفتتاح برج بغداد للاتصلات الدولية في وسط العاصمة خلال شهر تموز - يوليو 2010 بعد تأهيلة مُجدداً.

### أفتتاح عام 2016
في أواخر عام 2016، أُغلق البرج لأعمال التأهيل، وأفتتح في 31 ديسمبر 2016 ثم أغلق مرة أخرى بسبب عدم استقرار الوضع الأمني في البلاد.

### افتتاح عام 2018
أعلن وزير الاتصالات العراقي الدكتور نعيم الربيعي عن تأهيل برج المأمون (بغداد) تمهيداً لافتتاحه يوم 31 ديسمبر عند رأس السنة الميلادية 2019.

## معرض الصور

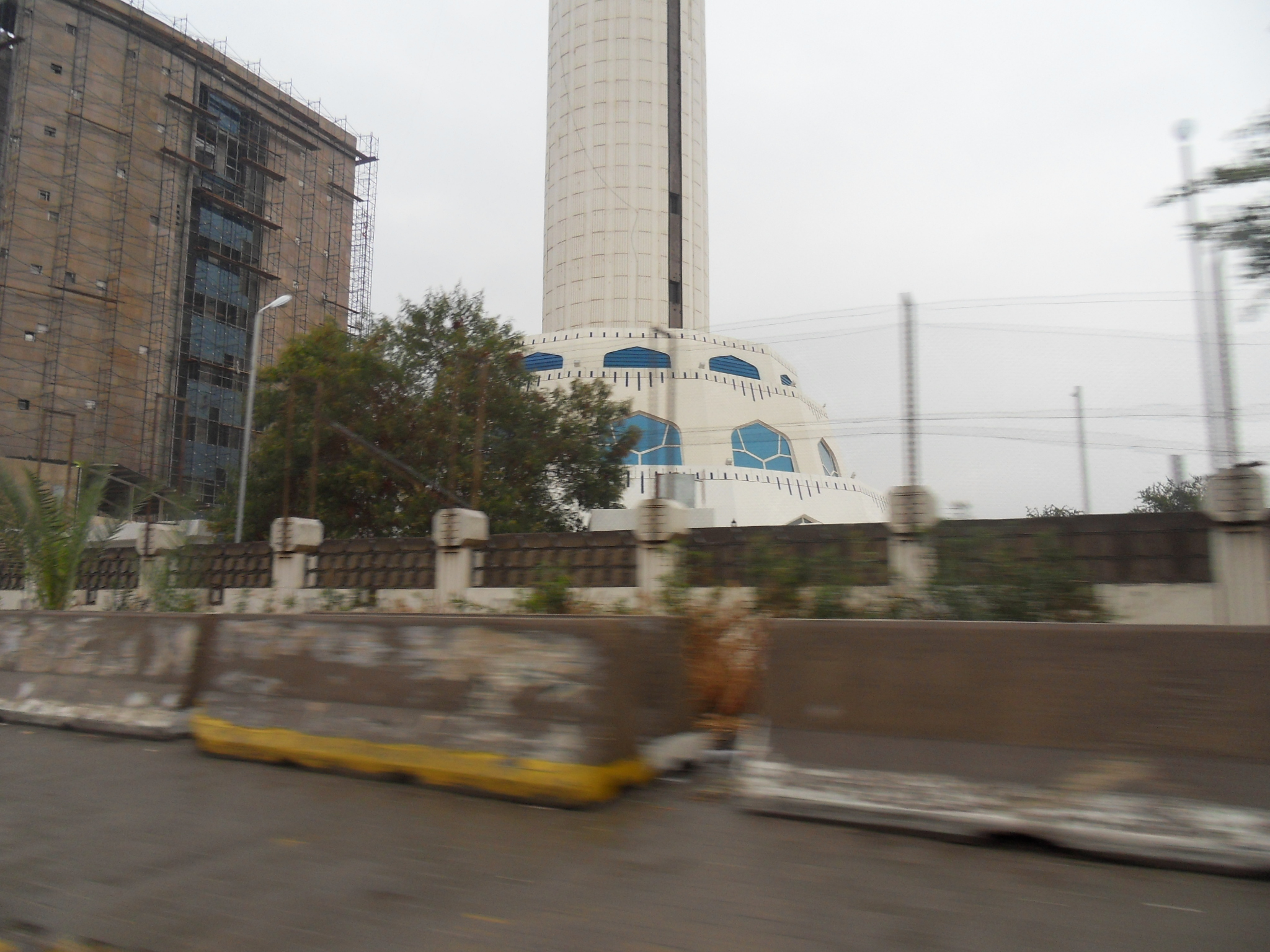
قاعدة او مركز برج بغداد في عام 2007.

## وصلات خارجية
- الموقع الرسمي
- نبذة عن «برج المأمون» أوبرج بغداد من الموقع الرسمي